# Ural Typhoon
Pour les articles homonymes, voir Typhoon.

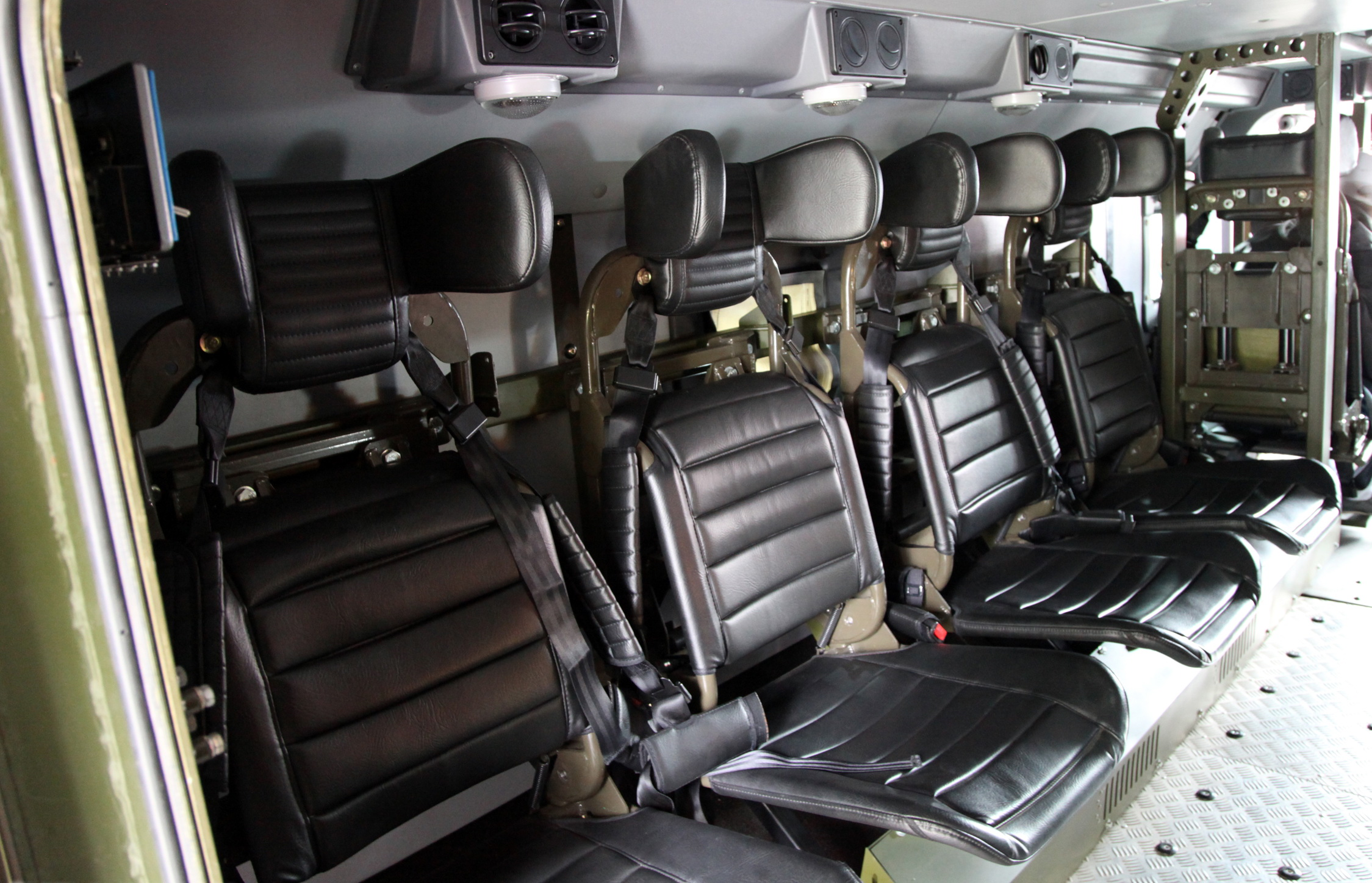
Ural Typhoon, intérieur

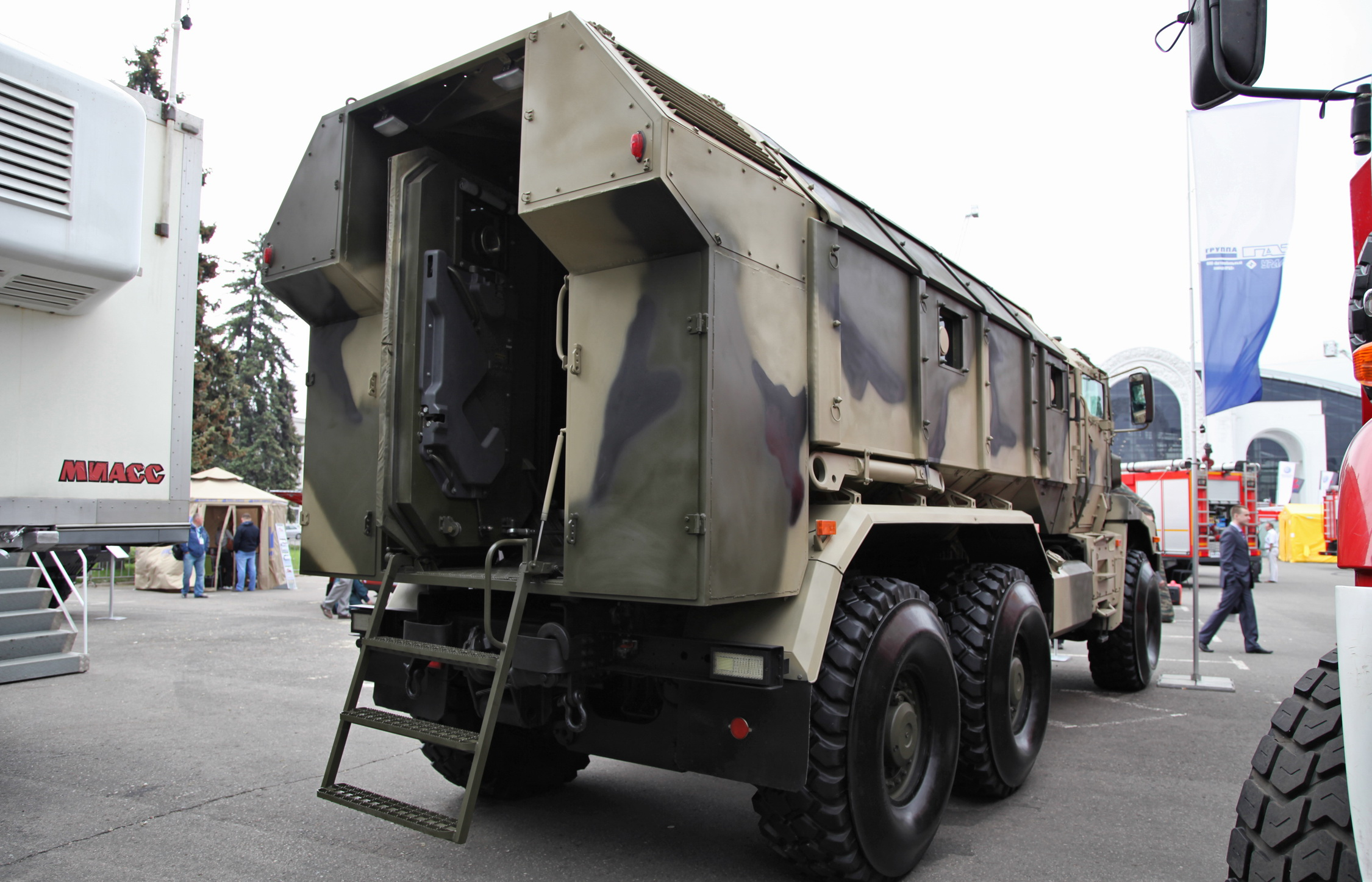
Ural Typhoon de l'arrière

Le Ural Typhoon ou Ural-63095 est un véhicule de transport de troupes blindé russe.

## Description
Il est s'agit d'un MRAP (véhicule) protégé contre les mines terrestres et tout Engin explosif improvisé.

## Opérateur
- Russie